# کتا
روستای کتا در استان چهارمحال و بختیاری، شهرستان فلارد، بخش مالخلیفه، دهستان فلارد قرار دارد.
این روستا به تنهایی مرز بین سه استان را مشخص می‌کند. مرز بین استان کهگیلویه و بویراحمد با چهارمحال بختیاری و استان اصفهان.
وجود دو رودخانهٔ دائمی (خرسان و شیلانه)، قرار گرفتن در مجاورت آلپ ایران (دنا)، سبب شده تا سر سبزی در حوالی این روستا به حد غیرقابل توصیف شود.دره‌ها، شیب‌ها، گودال‌ها و ناهمواری‌هایی که روستای کتا و کوه‌های فراوان آن را در بر گرفته‌است، باعث رقم خوردن مناظری زیبا، دلپذیر  و  پر برکت شده‌است.
وجود چشمه‌های فراوان، که در بهاران نظر هر کائنی رو به خود جلب می‌کند، دشت‌های پوشیده از علف‌های سبز و گل‌های بابونه، شقایق و گل‌های وحشی دیگر و همچنین گیاهان داروئی مانند آویشن،  برنجاس، هلپه، گل گاو زبون، دَرَمه، شیرین بیان، پونه، پشموک (پشمک کوهی)، بَکَلو و ... سبب غنی بودن روستای کتا می‌شود.
وجود باغ‌های زیاد، شالیزارهای وسیع، زمین‌های حاصل خیز، راه‌های عبور و مرور که سبب راحتی دسترسی به کوه‌ها و روستاهای اطراف می‌شود و همچین داشتن دام‌هایی از جمله بز، گاو، گوسفند و ... عامل خوداشتغالی مردم روستا شده

## پوشش گیاهی و جنگلی و جانوری
پرندگان و حیوانات:
در این روستا و روستاهای اطراف می‌توان به شدت شاهد پرواز پرنده‌ها در اوج آسمان بود که منظرهٔ دلربای این مناطق را افزونتر می‌کند.
پرندگان:
پرندگانی همچون، پرستو، گنجشک، کلاغ، شاهین، عقاب، هما، کلکمری، تیهو، چکاوک، کبک، سهره‌ها، سینه سبز، لک لک، مرغ ماهی خوار و ...
حیوانات:
در طبیعت وحشی و کوه‌های روستا می‌توان حیواناتی از جمله، گرگ، روباه، گراز، کفتار، جوجه تیغی، راسو، سنجاب، سمور، و به ندرت خرس،لاک‌پشت و به وفور خزندگانی چون مارهای سمی و غیر سمی، انواع مارمولک، آفتاب پرست و ... اشاره کرد
پوشش جنگلی:
درختان بید، صنوبر، گز، تگ، ارژن، سپیدار، کَیکُم، و درخت‌هایی که دارای میوه قابل استفاده هستند مانند  بلوط، سرنجل، بن، کَلَخُنگ، سرو، کاج، انجیر، کَرَتُر، توت وحشی، زالزالک، بادام کوهی و ...

## محصولات کشاورزی
درختان دست نشان(باغی):
سیب، انار، انگور، بادام، هلو، شفتالو، آلو زرد، آلوچه، گردو و ...
غلات و حبوبات:
برنج، گندم، جو، نخود، لوبیا، عدس، ماش و انواع سبزیجات معطر و صیفی جات و...
که البته در این موارد، سیب، برنج، گندم و جو از اهمیت بیشتری برخوردار هستند.
اهالی این روستا در کنار باغ‌داری و کشت محصولات زراعی، به دامداری و دامپروری نیز اشتغال دارند.

## امکانات روستای کتا قبل از انقلاب
- بیمارستان
- حمام عمومی
- شرکت تعاونی
- آسیاب آرد و برنج
- راه ورود و خروج روستا
- راه‌های کوهی برای مزارع
- آب لوله‌کشی خانه به خانه (در اواخر دورهٔ حکومت محمدرضا شاه)
- مولد برق و برق کشی تمام خانه‌ها (که بعضی از شهرهای از آن بی‌بهره بودند)
- مدرسه ابتدایی (پس از انقلاب چیزی به آن افزوده نشد اما در سال 88 بازسازی شد)
- شرکت زغال (که تعداد کثیری از مردم روستاهای اطراف و دور در آن مشغول بودند(این شرکت توسط فردی بهایی به نام خانجانی اداره می‌شد))

و ...

## امکانات روستای کتا پس از انقلاب
- مخابرات
- خانه بهداشت
- گیرنده‌های تلویزیون
- بازسازی راه ورود به روستا و آسفالت آن
- بازسازی مسجد صاحب الزمان روستای کتا(در سال 89 – 91 (تاریخ ساخت 1359 ))
- ساخت پل رودخانهٔ شیلانه )برای عبور ومرور به کوه‌ها و حمل محصولات زراعی)
- برق کشی خانه‌ها (سال 74 - 75)
- گاز کشی (1392)
- واگذاری زمین‌های آبی در قبال وجه به اهالی روستای کتا

... و

## وجه تسمیه
به گفتهٔ برخی از بزرگان این روستا، دلیل نام‌گذاری روستای کتا، واگذاری این قسمت توسط یکی از خوانین که بر این منطقه و مناطق همجوار اداره می‌شد، به همسرش به نام "کتایون" بود. که از این رو کَتا نامیده شد

## کوچ اجباری و مصادره زمینهای کشاورزی بهائیان
حدود ۲۰۰۰ بهائی کمی بعد از انقلاب اسلامی در سال ۱۳۵۸، توسط حکومت به دلیل اعتقادات دینی از کتا اخراج و در صحراهای اطراف آواره شدند. سه گزینه به بهائیان کتا داده شده بود، گرویدن به اسلام، ماندن و قتل عام شدن و یا ترک روستا. بهائیان آخرین گزینه را انتخاب کردند و برای احقاق حقوق خود شروع به تهیه و ارسال شکوائیه‌هایی نمودند. مقامات قضایی اما در پاسخ حکم به مصادره اموال بهائیان و دادن آن به مسلمانان روستا دادند.